# Rollerball (película de 2002)
Rollerball es una película de 2002, remake de Rollerball de 1975. Es protagonizada por Chris Klein, LL Cool J, Rebecca Romijn y Jean Reno, fue dirigida por John McTiernan.

## Elenco
- Chris Klein como Jonathan Cross.
- Jean Reno como Alexi Petrovich.
- LL Cool J como Marcus Ridley.
- Rebecca Romijn como Aurora "the Black Widow".
- Naveen Andrews como Sanjay.
- Kata Dobó como Katya Dobolakova.
- Lucia Rijker como Lucia Ryjker.
- Oleg Taktarov como Oleg Denekin.
- Paul Heyman como anunciador de deportes.
- Mike Dopud como  "Michael el Asesino".

## Banda sonora
1. "Boom" – P.O.D.
2. "Told You So"  – Drowning Pool
3. "Ride" – Beautiful Creatures
4. "Millionaire" – Rappagariya
5. "I Am Hated" – Slipknot
6. "Body Go" – Hardknox
7. "Feel So Numb" – Rob Zombie
8. "Keep Away" – Godsmack
9. "Insane in the Brain" - Sen Dog
10. "Flashpoint" - Fear Factory
11. "When I Come Around" - Green Day
12. "Crawling in the Dark" - Hoobastank
13. "Time To Play" - Pillar
14. "Never Gonna Stop (The Red Red Kroovy)" - Rob Zombie